# Carsten Eder
Carsten Eder (* 13. Juni 1978 in Heidelberg) ist ein deutscher Filmeditor.

## Leben und Karriere
Carsten Eder studierte Montage/Schnitt an der Filmakademie Baden-Württemberg. Er schloss sein Studium im Jahr 2006 mit dem 40-minütigen Spielfilm Hochhaus des Regisseurs Nikias Chryssos ab. Der Film feierte auf der Berlinale 2006 Premiere im Rahmen der Reihe „Perspektive Deutsches Kino“, und gewann bei seinen anschließenden Festivalauftritten zahlreiche internationale Auszeichnungen.
Während der Arbeit an Hochhaus lernte Carsten Eder den Regisseur und Produzenten Nico Hofmann kennen, der als Dozent das Projekt betreute. Hofmann holte ihn anschließend ins dreiköpfige Schnitt-Team des für die ARD produzierten TV-Zweiteilers Die Flucht.
Carsten Eder nächstes Projekt, der Episodenfilm 1. Mai – Helden bei der Arbeit, lief auf der Berlinale 2008 als Eröffnungsfilm der „Perspektive Deutsches Kino“. Ebenfalls im Jahr 2008 arbeitete er an der ProSieben-Serie Unschuldig, bei der er bei den Folgen 5–8 der ersten Staffel für den Schnitt verantwortlich war.
Mit Männersache (2009) von Gernot Roll montierte Carsten Eder zum ersten Mal einen Kinospielfilm als alleiniger Editor. In den darauffolgenden Jahren arbeitete Eder hauptsächlich an Fernsehserien, sowie erneut als einer von drei Editoren an dem von Nico Hofmann produzierten TV-Mehrteiler Unsere Mütter, unsere Väter (2013).
Ein weiterer Kinofilm folgte 2015 mit Der Bunker, der im Rahmen der „Perspektive Deutsches Kino“ der Berlinale uraufgeführt wurde. 2017 und 2018 montierte Eder dann seine ersten Tatorte unter der Regie von Sebastian Marka.
Carsten Eder lebt und arbeitet in Berlin als freiberuflicher Editor für Film und Fernsehen.

## Filmografie (Auswahl)
- 2006: Hochhaus (mittellanger Spielfilm)
- 2007: Bukarest Fleisch (Spielfilm)
- 2007: Die Flucht (zweiteiliger Fernsehfilm)
- 2008: 1. Mai – Helden bei der Arbeit (Episodenfilm)
- 2008: Unschuldig (Fernsehserie, 4 Episoden)
- 2009: Männersache (Kinospielfilm)
- 2013: Unsere Mütter, unsere Väter (TV-Mehrteiler)
- 2013–2014: Der Lehrer (Fernsehserie, 3 Episoden)
- 2013–2015: Notruf Hafenkante (Fernsehserie, 6 Episoden)
- 2014–2015 Binny und der Geist (Fernsehserie, 8 Episoden)
- 2015: Der Bunker (Kinospielfilm)
- 2016–2020: Marie fängt Feuer (Fernsehreihe, 8 Episoden)
- 2017: Tatort: Der scheidende Schupo (Fernsehreihe)
- 2018: Tatort: Meta (Fernsehreihe)
- 2021: A Pure Place
- 2022: Die Chefin (Fernsehserie, 2 Episoden)